# Куцоніжка пірчаста
Куцоніжка пірчаста (Brachypodium pinnatum) — вид рослин родини тонконогові (Poaceae), поширений у Євразії й зх. Північної Африки. Етимологія: лат. pinnatus — «перистий», що стосується колосків, розташованих по черзі вздовж центральної осі суцвіття.

## Опис
Багаторічна трав'яниста рослина (30)50–80(125) см завдовжки з повзучим подовженим лускатим кореневищем. Лігула 1–2 мм завдовжки. Листки плоскі, пластини 15–45 см × 2–6 мм, поверхні шершаві, безволосі або волосисті. Суцвіття — китиця 4–25 см завдовжки, містять 3–15 родючих колосків. Колоски містять 8–22 родючих квіточок; зі зменшеними квіточками на вершині. Колоски ланцетні або довгасті; стиснуті з боків; 20–40 мм завдовжки; розпадаються у зрілості під кожною родючою квіточкою. Колоскові луски більш-менш волосисті. Нижня квіткова луска на всій поверхні або тільки по краях війчасті-волосиста, з остюком 3.5–4.5 мм завдовжки. Пиляків 3; 3.5–4.5 мм завдовжки. Зернівки волосисті на верхівці; верхівки м'ясисті.

## Поширення
Поширений у всій Європі крім Ісландії, на заході Північної Африки (Алжир, Марокко, Туніс), у західній і помірній Азії; інтродукований: зх. США, Нова Зеландія.
В Україні зростає в рівнинних лісах, байрачних лісах і на кримських яйлах — в Карпатах, правобережних лісових і лісостепових районах та гірському Криму, досить часто; в Лівобережному Поліссі та Лісостепу, дуже рідко.

## Галерея

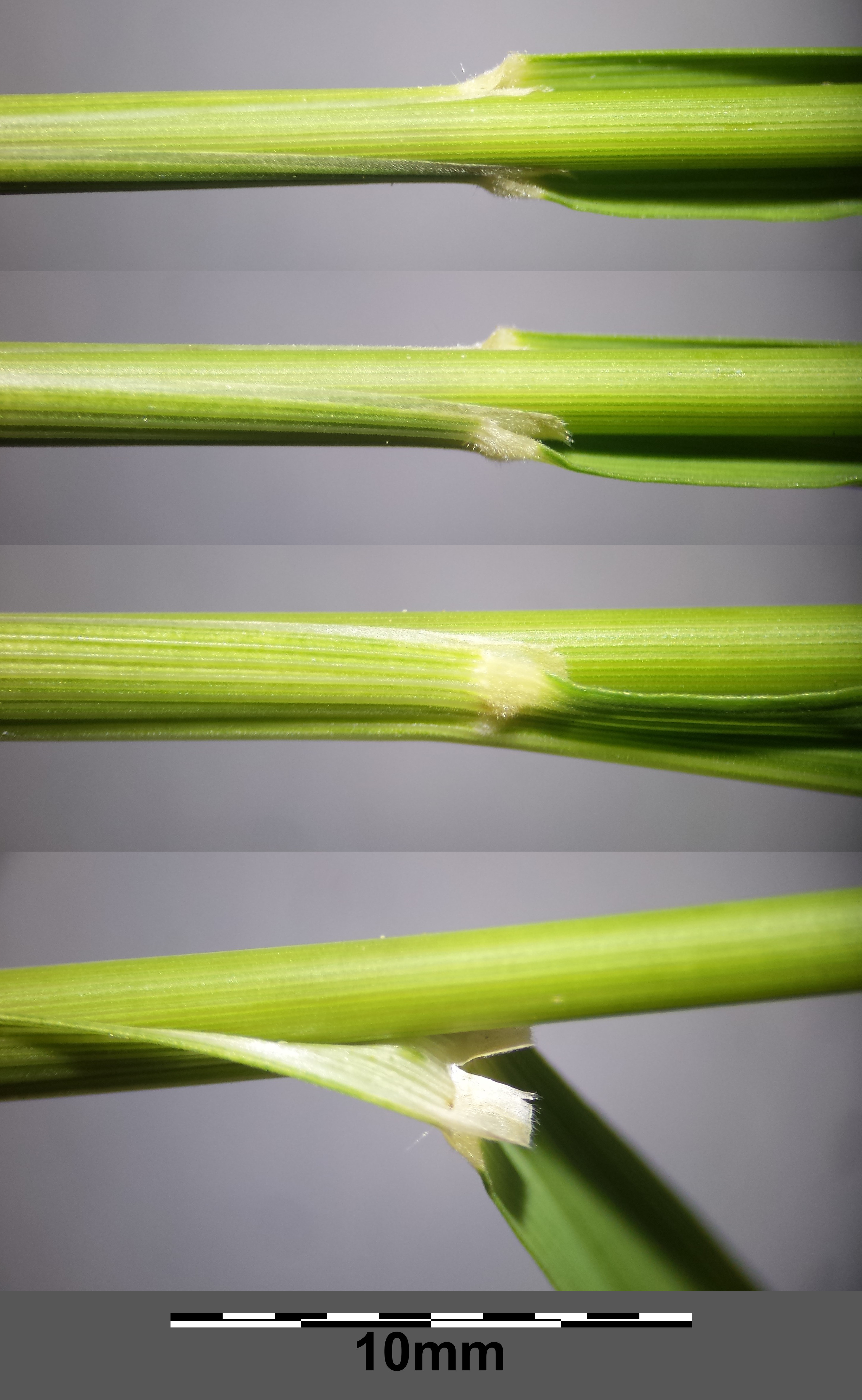
лігула
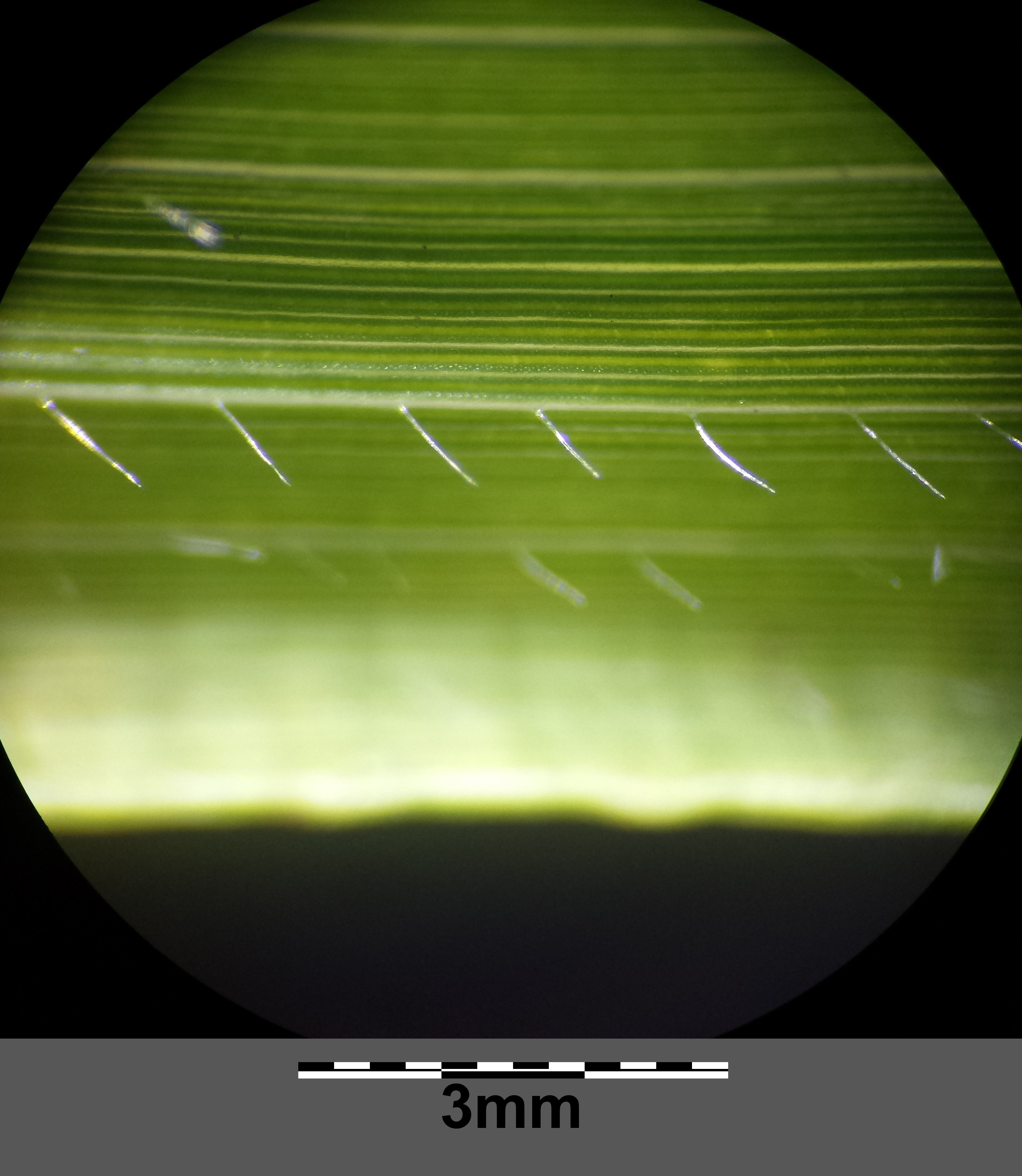
волосинки на верхній поверхні листка
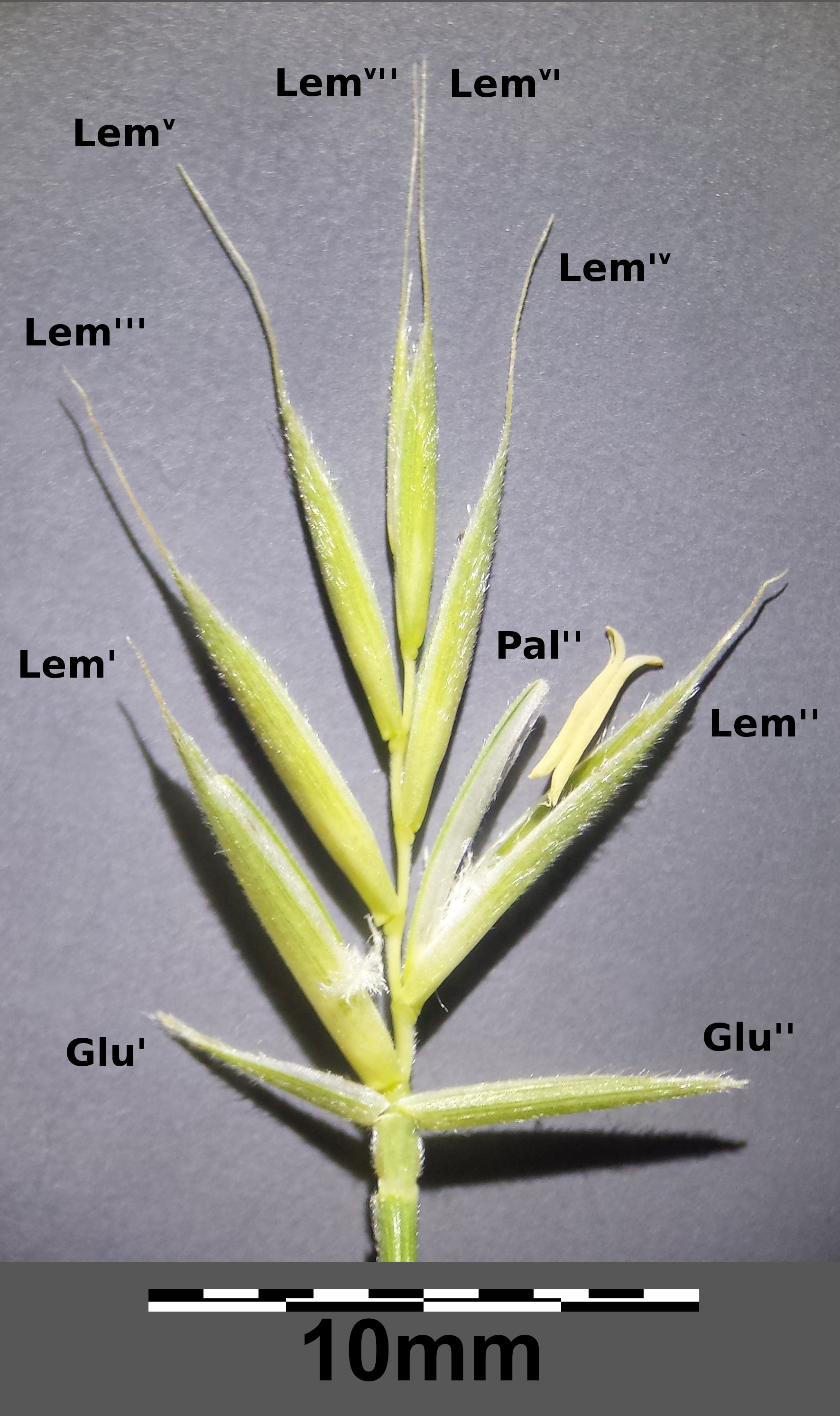
колосок
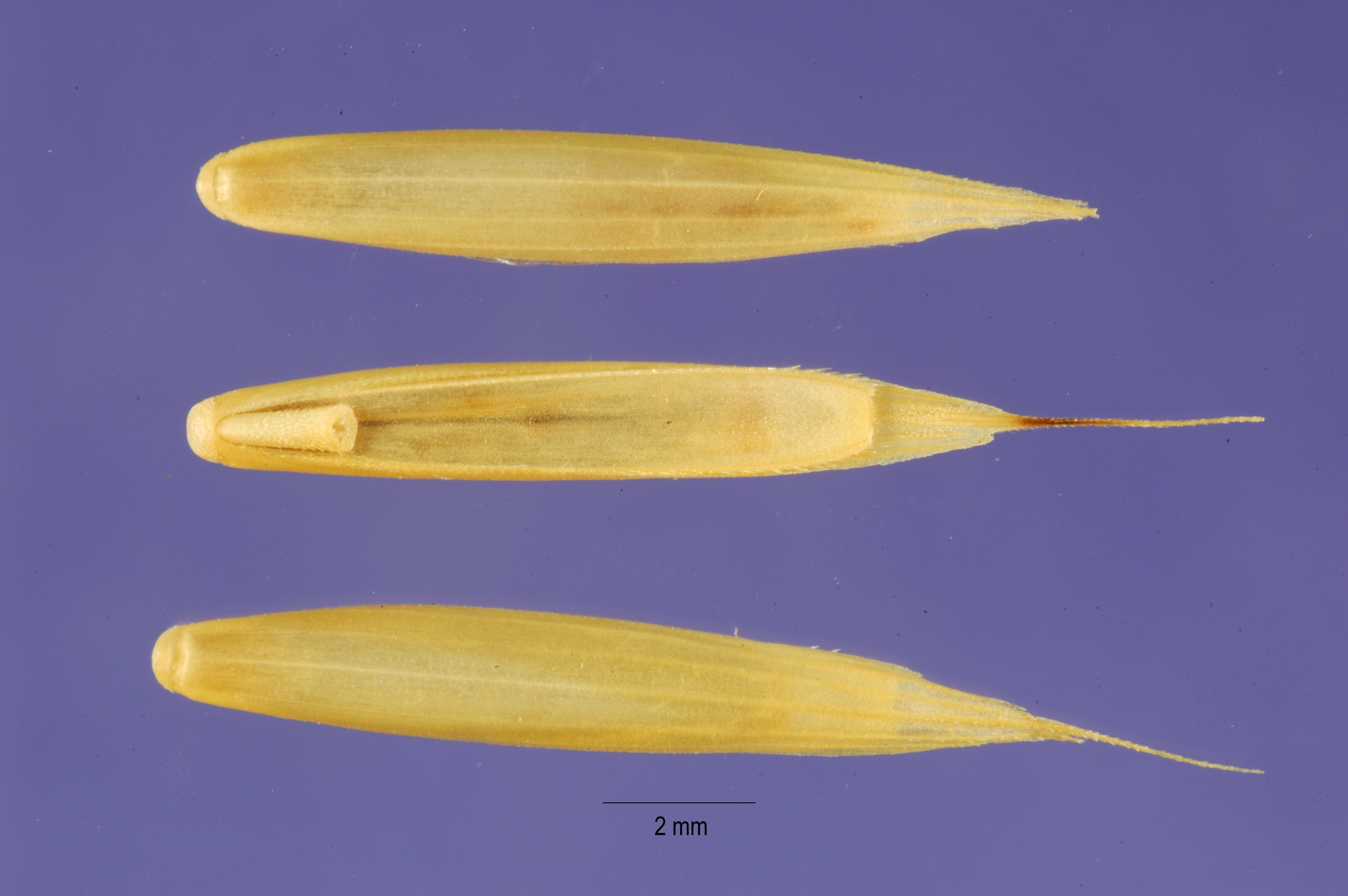
діаспори
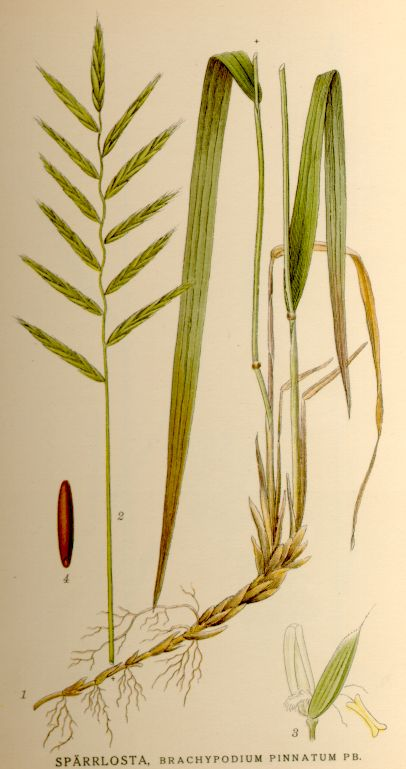
ілюстрація